# William Duncan (filosofo)

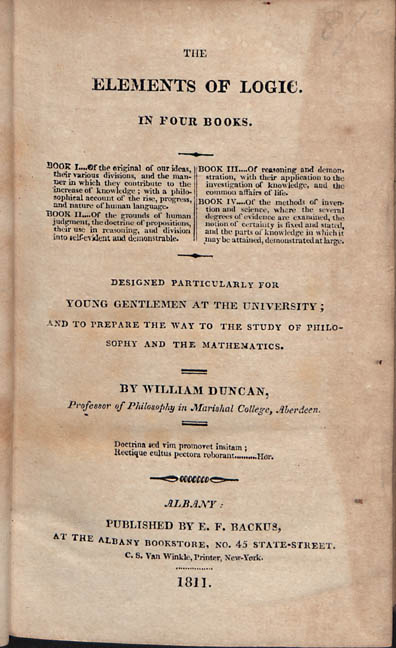
The elements of logic, 1811

William Duncan (Aberdeen, 1717 – Aberdeen, 1760) è stato un filosofo e classicista scozzese, professore di filosofia naturale al Marischal College.

## Biografia
Istruitosi al Marischal College, ne diventò professore di filosofia naturale nel 1752. Pubblicò un popolare trattato di "elementi di logica" che combinava la teoria della conoscenza di John Locke e i sillogismi. Tradusse i commentarii di Gaio Giulio Cesare e alcune orazioni di Cicerone, ma non completò la traduzione delle Vite parallele di Plutarco e una continuazione del Corte di Augusto di Thomas Blackwell.

## Opere
- William Duncan, Elements of logic, Albany, EF Backus, CS Van Winkle, 1811. URL consultato il 18 febbraio 2015.